# قرار مجلس الأمن التابع للأمم المتحدة رقم 440
قرار مجلس الأمن التابع للأمم المتحدة رقم 440، الذي تم تبنيه في 27 نوفمبر 1978، بعد الاستماع إلى ممثل قبرص، أعرب المجلس عن قلقه العميق إزاء عدم إحراز تقدم في قضية السلام. وجدد القرار التأكيد على القرارات 365 (1974) و367 (1975) و410 (1977)، ودعا جميع الأطراف إلى ضمان تنفيذها للقرارات واستئناف المفاوضات مع الأمم المتحدة.
كما دعا القرار الأمين العام إلى مراقبة الوضع وتقديم تقرير بحلول 30 مايو 1979 أو قبل ذلك، في الوقت المناسب لمجلس الأمن لمراجعة الوضع مرة أخرى في يونيو 1979.
ولم تقدم أية تفاصيل عن التصويت، باستثناء أنه تم اعتماده «بتوافق الآراء».